# Cheb Balowski
Cheb Balowski est un groupe espagnol de ska et reggae, originaire de Barcelone, en Catalogne, actif dans les années 2000.

## Histoire
Cheb Balowski, dérive du verbe polonais balovac, qui signifie « s'amuser en dansant ». Ils commencent à se faire connaître en 2000, lorsqu'ils donnent leurs premières représentations dans les environs de Barcelone. À la fin de la même année, en plus de se produire au BAM, ils se produisent aux Fiestas del Pilar à Saragosse et font partie du groupe choisi par Joxe Ripiau pour les accompagner dans leurs adieux à Bilbao (Kafe Antzokia), Guipuscoa (Sala Pagoa) et Barcelone (Cotxeres de Sants).

## Discographie
- 2001 : Bartzeloona (Propaganda Pel Fet!)
- 2003 : Potiner (Propaganda Pel Fet!)
- 2005 : Plou Plom (Kasba Music)